# Gran Premio di superbike di Misano Adriatico 1993
Il Gran Premio di Superbike di Misano Adriatico 1993 è stata la quarta prova su tredici del Campionato mondiale Superbike 1993, è stato disputato il 27 giugno sul circuito Santamonica e ha visto la vittoria di Giancarlo Falappa in gara 1, lo stesso pilota si è ripetuto anche in gara 2.
Pur essendo stata disputata su un circuito italiano, quello di Misano Adriatico appena modificato, la gara è stata considerata come prova effettuata a San Marino.

## Risultati

### Gara 1

#### Arrivati al traguardo[3]
| Pos. | Nº | Pilota             | Motocicletta | Tempo     | Griglia | Punti |
| ---- | -- | ------------------ | ------------ | --------- | ------- | ----- |
| 1º   | 9  | Giancarlo Falappa  | Ducati       | 40:18.919 | 1º      | 20    |
| 2º   | 34 | Mauro Lucchiari    | Ducati       | +0:00.719 | 2º      | 17    |
| 3º   | 5  | Fabrizio Pirovano  | Yamaha       | +0:01.555 | 10º     | 15    |
| 4º   | 11 | Scott Russell      | Kawasaki     | +0:01.874 | 3º      | 13    |
| 5º   | 4  | Carl Fogarty       | Ducati       | +0:06.399 | 4º      | 11    |
| 6º   | 6  | Aaron Slight       | Kawasaki     | +0:23.161 | 6º      | 10    |
| 7º   | 16 | Juan Garriga       | Ducati       | +0:25.617 | 9º      | 9     |
| 8º   | 17 | Baldassarre Monti  | Yamaha       | +0:47.099 | 8º      | 8     |
| 9º   | 32 | Terry Rymer        | Yamaha       | +0:47.633 | 12º     | 7     |
| 10º  | 27 | Fred Merkel        | Ducati       | +0:58.123 | 11º     | 6     |
| 11º  | 20 | Jeffry de Vries    | Yamaha       | +1:04.904 | 16º     | 5     |
| 12º  | 70 | Aldeo Presciutti   | Ducati       | +1:11.659 | 17º     | 4     |
| 13º  | 26 | Árpád Harmati      | Yamaha       | +1:13.277 | 18º     | 3     |
| 14º  | 86 | Jean-Marc Delétang | Yamaha       | +1:21.552 | 23º     | 2     |
| 15º  | 54 | Tripp Nobles       | Honda        | +1:22.130 | 20º     | 1     |
| 16º  | 40 | Udo Mark           | Yamaha       | +1:23.398 | 19º     |       |
| 17º  | 37 | Hervé Moineau      | Suzuki       | +1:26.760 | 15º     |       |
| 18º  | 61 | Mauro Mastrelli    | Yamaha       | +1:27.439 | 22º     |       |
| 19º  | 14 | Christer Lindholm  | Yamaha       | +1:36.006 | 24º     |       |
| 20º  | 42 | Massimo Broccoli   | Yamaha       | +1 giro   | 28º     |       |
| 21º  | 62 | Roberto Biagioli   | Kawasaki     | +1 giro   | 29º     |       |
| 22º  | 49 | Gerardo Bloisi     | Ducati       | +1 giro   | 30º     |       |
| 23º  | 44 | Anton Berghammer   | Yamaha       | +2 giri   | 31º     |       |

#### Ritirati
| Nº | Pilota                 | Motocicletta | Giri     | Griglia |
| -- | ---------------------- | ------------ | -------- | ------- |
| 8  | Daniel Amatriaín       | Ducati       | +1 giro  | 13º     |
| 23 | Fabrizio Furlan        | Kawasaki     | +8 giri  | 14º     |
| 38 | Beni Metzger           | Ducati       | +8 giri  | 21º     |
| 85 | Massimiliano Colombari | Ducati       | +8 giri  | 27º     |
| 7  | Stéphane Mertens       | Ducati       | +20 giri | 7º      |
| 10 | Piergiorgio Bontempi   | Kawasaki     | +21 giri | 5º      |

### Gara 2

#### Arrivati al traguardo[4]
| Pos. | Nº | Pilota                 | Motocicletta | Tempo     | Griglia | Punti |
| ---- | -- | ---------------------- | ------------ | --------- | ------- | ----- |
| 1º   | 9  | Giancarlo Falappa      | Ducati       | 40:11.459 | 1º      | 20    |
| 2º   | 11 | Scott Russell          | Kawasaki     | +0:00.843 | 3º      | 17    |
| 3º   | 4  | Carl Fogarty           | Ducati       | +0:07.714 | 4º      | 15    |
| 4º   | 34 | Mauro Lucchiari        | Ducati       | +0:21.446 | 2º      | 13    |
| 5º   | 16 | Juan Garriga           | Ducati       | +0:26.153 | 9º      | 11    |
| 6º   | 6  | Aaron Slight           | Kawasaki     | +0:32.141 | 6º      | 10    |
| 7º   | 10 | Piergiorgio Bontempi   | Kawasaki     | +0:33.158 | 5º      | 9     |
| 8º   | 17 | Baldassarre Monti      | Yamaha       | +0:38.511 | 8º      | 8     |
| 9º   | 32 | Terry Rymer            | Yamaha       | +0:47.212 | 12º     | 7     |
| 10º  | 7  | Stéphane Mertens       | Ducati       | +0:53.087 | 7º      | 6     |
| 11º  | 5  | Fabrizio Pirovano      | Yamaha       | +0:53.089 | 10º     | 5     |
| 12º  | 20 | Jeffry de Vries        | Yamaha       | +0:53.437 | 16º     | 4     |
| 13º  | 8  | Daniel Amatriaín       | Ducati       | +1:04.288 | 13º     | 3     |
| 14º  | 40 | Udo Mark               | Yamaha       | +1:04.613 | 19º     | 2     |
| 15º  | 86 | Jean-Marc Delétang     | Yamaha       | +1:16.009 | 23º     | 1     |
| 16º  | 26 | Árpád Harmati          | Yamaha       | +1:23.004 | 18º     |       |
| 17º  | 70 | Aldeo Presciutti       | Ducati       | +1:24.632 | 17º     |       |
| 18º  | 54 | Tripp Nobles           | Honda        | +1:28.644 | 20º     |       |
| 19º  | 37 | Hervé Moineau          | Suzuki       | +1:33.767 | 15º     |       |
| 20º  | 61 | Mauro Mastrelli        | Yamaha       | +1 giro   | 22º     |       |
| 21º  | 42 | Massimo Broccoli       | Yamaha       | +1 giro   | 28º     |       |
| 22º  | 85 | Massimiliano Colombari | Ducati       | +1 giro   | 27º     |       |
| 23º  | 44 | Anton Berghammer       | Yamaha       | +2 giri   | 31º     |       |
| 24º  | 62 | Roberto Biagioli       | Kawasaki     | +3 giri   | 29º     |       |

#### Ritirati
| Nº | Pilota          | Motocicletta | Giri     | Griglia |
| -- | --------------- | ------------ | -------- | ------- |
| 23 | Fabrizio Furlan | Kawasaki     | +7 giri  | 14º     |
| 49 | Gerardo Bloisi  | Ducati       | +17 giri | 30º     |
| 27 | Fred Merkel     | Ducati       | +23 giri | 11º     |